# Женский мировой шоссейный кубок UCI 2014
Женский мировой шоссейный кубок UCI 2014 — 17-й сезон одноимённого шоссейного сезонного соревнования.

## Обзор сезона

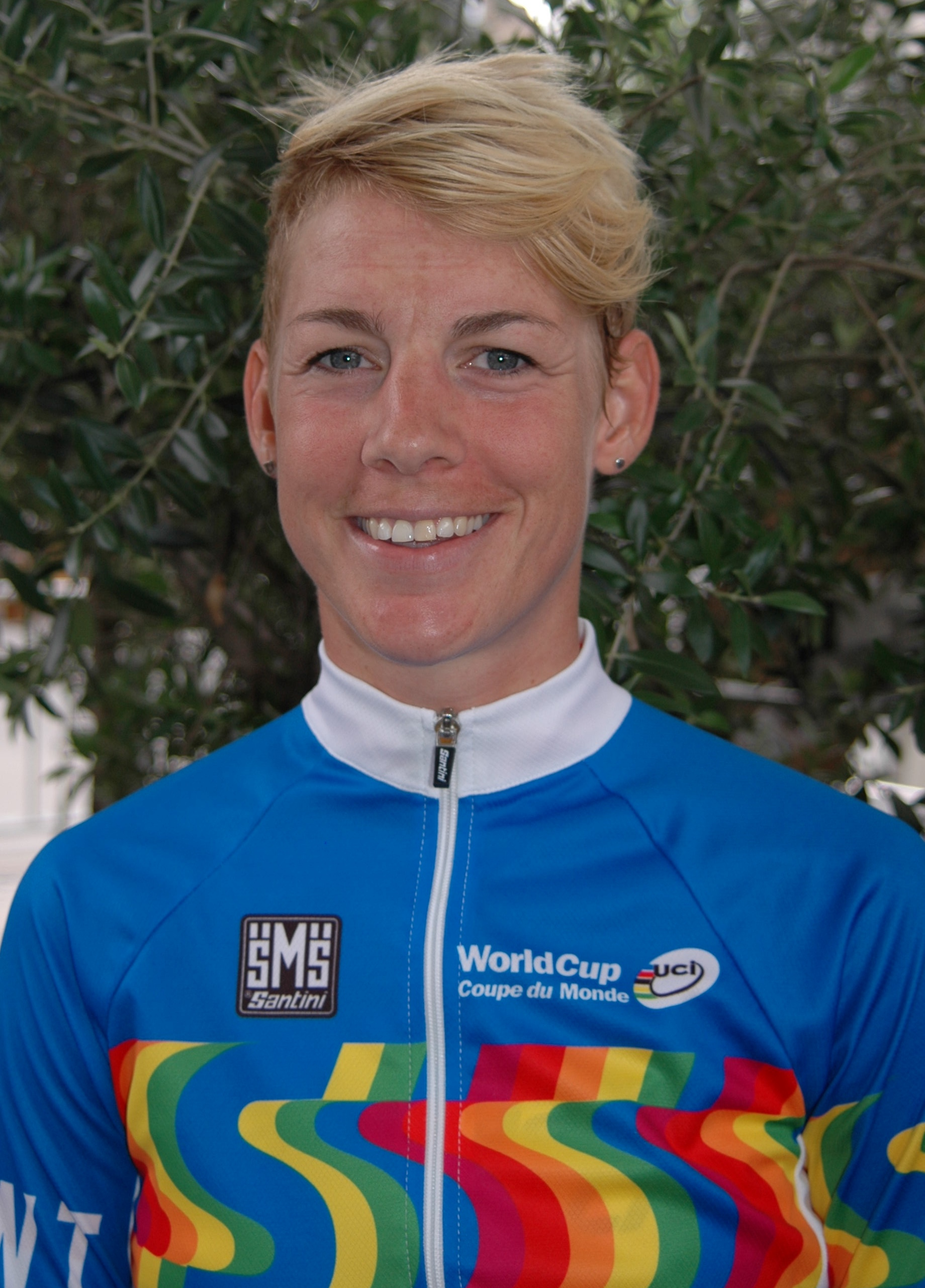
Ирис Слаппендел в лидерской майке спринтерского рейтинга

Календарь турнира претерпел изменения. По сравнению с прошлым сезоном он пополнился одной новой гонкой — немецким Туром Бохума. Таким образом турнир стал состоять из 9 однодневных гонок, включая одну командную гонку, которые также входили в Женский мировой шоссейный календарь UCI 2014. Турнир стартовал в середине марта в Европе где течение полутора месяцев было проведено четыре гонки. После этого в середине мая была проведена одна гонка в Китае. Заключительные четыре гонки прошли в августа снова в Европе.
Регламент турнира претерпел ряд изменений. Индивидуальный рейтинг предусматривал начисление очков первым 20 гонщицам на каждой гонке, которые по сравнению с прошлым сезоном увеличились в 2 раза. Помимо этого по итогам командной гонки начислялись очки, в зависимости от занятого командой места, первым четырём или большему количеству гонщиц команды одновременно пересёкшим финишную черту. Если команда пересекала финишную линию менее чем с четырьмя гонщицами то очки не начислялись. Победитель сезона определялся по общей сумме набранных очков независимо от количества проведённых гонок. Командный рейтинг рассчитывался путём сложения очков за командную гонку и набранных очков четырьмя лучшими гонщицами команды на каждой из всех остальных гонок. В дополнение к этим двум основным рейтингам были добавлены три второстепенных — спринтерский, горный и молодёжный рейтинги. Их правила были следующими. Спринтерский и горный — очки начислялись на промежуточных спринтерских и горных финишах, которых могло быть несколько на каждой гонке, первым трём гонщицам. Молодёжный — по итогам каждой гонки очки присуждались трём лучшим гонщицам не старше 23 лет. Победители во всех трёх рейтингах определялись по общей сумме набранных очков независимо от количества проведённых гонок.
Начисляемые очки
| Место             | 1   | 2   | 3  | 4  | 5  | 6  | 7  | 8  | 9  | 10 | 11 | 12 | 13 | 14 | 15 | 16 | 17 | 18 | 19 | 20 |
| ----------------- | --- | --- | -- | -- | -- | -- | -- | -- | -- | -- | -- | -- | -- | -- | -- | -- | -- | -- | -- | -- |
| Однодневная гонка | 120 | 100 | 85 | 70 | 60 | 50 | 40 | 35 | 30 | 25 | 20 | 18 | 16 | 14 | 12 | 10 | 8  | 6  | 4  | 2  |
| Командная гонка   | 35  | 30  | 25 | 20 | 16 | 15 | 14 | 13 | 12 | 11 | 10 | 9  | 8  | 7  | 6  | 5  | 4  | 3  | 2  | 1  |

| Место           | 1   | 2   | 3   | 4  | 5  | 6  | 7  | 8  | 9  | 10 | 11 | 12 | 13 | 14 | 15 | 16 | 17 | 18 | 19 | 20 |
| --------------- | --- | --- | --- | -- | -- | -- | -- | -- | -- | -- | -- | -- | -- | -- | -- | -- | -- | -- | -- | -- |
| Командная гонка | 140 | 120 | 100 | 80 | 64 | 60 | 56 | 52 | 48 | 44 | 40 | 36 | 32 | 28 | 24 | 20 | 16 | 12 | 8  | 4  |

| Место | 1 | 2 | 3 |
| ----- | - | - | - |
| Очки  | 6 | 4 | 2 |

Ещё одно изменение коснулось внешнего вида лидерской майки. В октябре 2013 года, после решения добавить вторичные рейтинги и желания профсоюза велосипедистов модернизировать нынешнюю майку для лидера, UCI организовал конкурс на дизайн всех четырёх лидерских маек. В итоге победившим был выбран один из вариантов, представленный нидерландской велогонщицей Ирис Слаппендел. А по итогам первой же гонки сезона, Тура Дренте, ей удалось примерить спринтерскую майку.
Победительницей индивидуального рейтинга стала британка Элизабет Армитстед которая выиграла 1 гонку, она также стала третьей и по итогам Мирового календаря UCI 2014. Второе место заняла шведка Эмма Юханссон, третье – нидерландка Марианна Вос. Среди команд четвёртый год подряд вновь первенствовала нидерландская Rabo Liv Women (ранее называлась называлась Nederland Bloeit, Rabobank Women и Rabo Women). Во вторичных рейтингах лучшими стали: в спринтерском — нидерландка Ирис Слаппендел, в горном — белоруска Алёна Омелюсик и в молодёжном —  итальянка Елена Чеккини.

## Календарь
| 15 мар | Тур Дренте                               | CDM | Элизабет Армитстед    | Анна Ван дер Брегген | Шелли Олдс          |
| 30 мар | Трофей Альфредо Бинды - коммуны Читтильо | CDM | Эмма Юханссон         | Элизабет Армитстед   | Алёна Омелюсик      |
| 6 апр  | Тур Фландрии                             | CDM | Эллен Ван Дейк        | Элизабет Армитстед   | Эмма Юханссон       |
| 23 апр | Флеш Валонь                              | CDM | Полин Ферран-Прево    | Элизабет Армитстед   | Элиза Лонго Боргини |
| 18 май | Тур острова Чунмин Кубок мира            | CDM | Кирстен Вилд          | Елена Чеккини        | Джорджа Бронцини    |
| 3 авг  | Тур Бохума                               | CDM | Марианна Вос          | Джорджа Бронцини     | Лотта Лепистё       |
| 22 авг | Опен Воргорда TTT                        | CDM | Specialized-Lululemon | Rabo Liv Women       | Boels Dolmans       |
| 24 авг | Опен Воргорда RR                         | CDM | Хантал Блак           | Эми Питерс           | Роксана Кнетеманн   |
| 30 авг | Гран-при Плуэ - Бретань                  | CDM | Люсинда Бранд         | Марианна Вос         | Полин Ферран-Прево  |

## Итоговый рейтинг
| Индивидуальный рейтинг | Индивидуальный рейтинг | Индивидуальный рейтинг | Индивидуальный рейтинг | Индивидуальный рейтинг |
| Гонщик                 | Гонщик                 | Команда                | Очки                   |                        |
| ---------------------- | ---------------------- | ---------------------- | ---------------------- | ---------------------- |
| 1-й                    | Элизабет Армитстед     | Boels Dolmans          | 515 очков              |                        |
| 2-й                    | Эмма Юханссон          | Orica-AIS              | 390 очков              |                        |
| 3-й                    | Марианна Вос           | Rabo Liv Women         | 370 очков              |                        |
| 4-й                    | Анна Ван дер Брегген   | Rabo Liv Women         | 346 очков              |                        |
| 5-й                    | Кирстен Вилд           | Giant-Shimano          | 290 очков              |                        |
| 6-й                    | Полин Ферран-Прево     | Rabo Liv Women         | 285 очков              |                        |
| 7-й                    | Эллен Ван Дейк         | Boels Dolmans          | 269 очков              |                        |
| 8-й                    | Элиза Лонго Боргини    | Hitec Products         | 255 очков              |                        |
| 9-й                    | Хантал Блак            | Specialized-Lululemon  | 225 очков              |                        |
| 10-й                   | Джорджа Бронцини       | Wiggle Honda           | 225 очков              |                        |

| Командный рейтинг | Командный рейтинг      | Командный рейтинг | Командный рейтинг |
| Команда           | Команда                | Очки              |                   |
| ----------------- | ---------------------- | ----------------- | ----------------- |
| 1-й               | Rabo Liv Women         | 1515 очков        |                   |
| 2-й               | Boels Dolmans          | 1001 очков        |                   |
| 3-й               | Specialized-Lululemon  | 666 очков         |                   |
| 4-й               | Giant-Shimano          | 576 очков         |                   |
| 5-й               | Hitec Products         | 538 очков         |                   |
| 6-й               | Orica-AIS              | 464 очков         |                   |
| 7-й               | Estado de México-Faren | 376 очков         |                   |
| 8-й               | Wiggle Honda           | 310 очков         |                   |
| 9-й               | Alé Cipollini          | 186 очков         |                   |
| 10-й              | Lotto-Belisol Ladies   | 176 очков         |                   |